# STP (文件格式)
STP是一种符合STEP国际标准（ISO 10303）的CAD文件格式，是一种独立于系统的产品模组交换格式。

## 支持STP格式的软件
STP是一项国际标准，因此获得了大多数工程软件的支持。一些3D建模软件也支持STP格式。
- Creo Parametric（Pro/ENGINEER）
- Solidworks
- Autodesk Inventor
- AutoCAD
- U-G
- Blender
- 3ds Max
- CATIA

## 意义
STP能够在不同的软件之间传递并保持良好的兼容性。在格式转换的过程中，它损失的信息相对较少。这种特性使得不同平台下的协作成为可能，使用不同工程软件的工程师可以共享文件而无需重新制作模型。

### 3D打印
目前多数3D打印机可以使用STP格式的图纸。